# Сподня Гориця
Сподня Гориця (словен. Spodnja Gorica) — поселення в общині Раче-Фрам‎, Подравський регіон‎, Словенія.